# Картбій
Картбій (крим. Qart Biy, Къарт Бий) — зникле село в Сакському районі Автономної Республіки Крим, що розташовувалось на заході району, в степовій зоні Криму, приблизно в 1,5 км на захід від сучасного села Ромашкине.

### Динаміка чисельності населення
- 1806 рік — 58 чол.
- 1864 рік — 25 чол.[2]
- 1900 рік — 37 чол.[3]
- 1915 рік — 111 чол.
- 1926 рік — 69 чол.[4]

## Історія
Перша документальна згадка села зустрічається в Камеральному Описі Криму… 1784 року, судячи з якого, в останній період Кримського ханства Карт-бій входив до Козловського кадилика Козловського каймакамства. Після приєднання Криму до Російської імперії (8) 19 квітня 1783 року, (8) 19 лютого 1784 року, іменним указом Катерини II сенату, на території колишнього Кримського Ханства була утворена Таврійська область і село була приписане до Євпаторійського повіту. Після Павловських реформ, з 1796 по 1802 рік, входило до Ак-Мечетського повіту Новоросійської губернії. За новим адміністративним поділом, після створення 8 (20) жовтня 1802 року Таврійської губернії, Карт-Бій був включений до складу Кудайгульской волості Євпаторійського повіту.
За Відомостями про волості та села в Євпаторійському повіті з показанням числа дворів і душ… від 19 квітня 1806 року в селі Карт-Бий значилося 8 дворів, 55 кримських татар і 3 ясирів. На військово-топографічній карті генерал-майора Мухіна 1817 року село Карт бей позначено з 5 дворами. Після реформи волосного поділу 1829 року Карт-Бий, відповідно до «Відомостей про казенні волості Таврійської губернії 1829 року» залишився у складі Кудайгульской волості. Мабуть, внаслідок еміграції кримських татар у Туреччину, село помітно спорожніла і на карті 1842 року Карт-Бій позначений умовним знаком «мале село», тобто, поселення де менше 5 дворів.
У 1860-х роках, після земської реформи Олександра II, село належало до Чотайськой волості. У «Списку населених місць Таврійської губернії за даними 1864 року», складеному за результатами VIII ревізії 1864 року, Карт-Бій — власницьке кримсько-татарське село, з 6 дворами, 25 жителями та мечеттю при колодязях (на карті 1865—1876 року в селі Карт-Бій позначені 4 двори). Потім, мабуть, село спорожніло, оскільки ні в «Пам'ятній книзі Таврійської губернії 1889 року», ні у «Пам'ятній книжці Таврійської губернії на 1892 рік» вже не було записів про населений пункт.
Земська реформа 1890-х років в Євпаторійському повіті пройшла після 1892 року, в результаті Карт-Бій приписали до Донузлавської волості. У «…Пам'ятній книжці Таврійської губернії на 1900 рік» в селі нараховувалося 37 жителів у 10 дворах. По Статистичниму довіднику Таврійської губернії. Ч.II-га. Статистичний нарис, випуск п'ятий Євпаторійський повіт, 1915 ріку селі Картбій Донузлавської волості Євпаторійського повіту налічувалося 10 дворів із кримсько-татарськими жителями в кількості 64 осіб приписного населення та 47 — «стороннього».
Після встановлення в Криму Радянської влади, за постановою Кримревкому від 8 січня 1921 року № 206 «Про зміну адміністративних кордонів» була скасована волосна система й село увійшло до складу Євпаторійського району Євпаторійського повіту, а в 1922 році повіти отримали назву округів. 11 жовтня 1923 року, згідно постанови ВЦВК, до адміністративного поділу Кримської АРСР були внесені зміни. У результаті змін округи були скасовані і відбулося укрупнення районів — територію округу включили до Євпаторійського району. Згідно Списку населених пунктів Кримської АРСР за Всесоюзним переписом 17 грудня 1926 року, в селі Картбій, Богайської сільради Євпаторійського району, значилося 11 дворів, всі селянські, населення складало 69 осіб, з них 60 татар, 7 росіян, 2 українці. Карт-Бій позначений на кілометровій карті Генштабу Червоної армії 1941 року, але на двокілометровий карті РСЧА 1942 року вже підписане, як друга назва села Сукур-Кою. Мабуть, спорожніле після війни та депортацій село непомітно об'єднали з Ікором (він же Сокур-Кой), оскільки в подальшому в доступних джерелах назва не зустрічається.